# Стойка, Александр
Алекса́ндр Сто́йка (русин. Александер Стойка, венг. Sztojka Sándor; 16.10.1890, Карачин — 31.05.1943, Мукачево) — епископ мукачевский с 3 мая 1932 года по 31 мая 1943 год, русинский общественный деятель.

## Биография
Александр Стойка родился 16 октября 1890 года в селе Карачин. С 1910 года обучался в Ужгородской богословской семинарии и Центральной духовной семинарии в Будапеште. 17 декабря 1916 года Александр Стойка был рукоположён в священника. До 1930 года был епископским секретарём. 3 мая 1932 года Александр Стойка был назначен епископом мукачевской епархии.
До 1938 года Александр Стойка придерживался провенгерских взглядов. Принимал участие в организации издания русинской газеты «Неделя». Занимался благотворительной деятельностью, при его активном участии были открыты сиротские приюты и женский интернат в Ужгороде.
За время своего епископства рукоположил 158 священников и восстановил 67 церквей. Занимался миссионерской деятельностью среди бывших грекокатоликов, перешедших в православие.
Александр Стойка публиковал свои проповеди в русинских газетах «Русский вестник», «Свобода», «Неделя» и других изданиях.
Александр Стойка скончался 31 мая 1943 года в Мукачеве.